# 短臂石斧脂鯉
短臂石斧脂鯉，為輻鰭魚綱脂鯉目脂鯉亞目脂鯉科的其中一個種。分布於南美洲奧里諾科河、埃塞奎博河、德梅拉拉河、馬羅尼河等流域，體長可達21.9公分，棲息在底中層水域，生活習性不明。

## 扩展阅读
維基物種上的相關：短臂石斧脂鯉